# گالولهو
گالولهو (به لاتین: Galolhu) یک منطقهٔ مسکونی در مالدیو است که در ماله (مالدیو) واقع شده‌است.